# Воронков, Алексей Иванович
 Воронков Алексей Иванович  (1890—1934) — полный кавалер знака ордена Святого Георгия.

## Биография
Родился 21 февраля 1890 года в селе Верхний Белоомут Зарайского уезда Рязанской губернии, в крестьянской семье.
В 1907-1911 годах работал на заводе Вестингауза в Москве. В 1911 году призван на службу в Русскую императорскую армию. В 1913 году окончил сапёрный класс и был произведен в ефрейторы, а в марте 1914 года получил чин младшего унтер-офицера. С августа 1914 по 20 сентября 1917 года находился в действующей армии на фронтах Первой мировой войны. Участвовал в Февральской революции 1917 года. Непродолжительное время командовал саперным полком. С 1918 года служил в Красной Армии в должности комиссара города Рязани.

## Награды
- Георгиевская медаль
- Знак ордена Святого Георгия I степени
- Знак ордена Святого Георгия II степени
- Знак ордена Святого Георгия III степени
- Знак ордена Святого Георгия IV степени[1].